# يان شو (ممثل)
يان شو (بالإنجليزية: Ian Shaw)‏ هو ممثل بريطاني، ولد في 18 ديسمبر 1969 في لندن في المملكة المتحدة.

## وصلات خارجية
- يان شو على موقع IMDb (الإنجليزية)
- يان شو على موقع قاعدة بيانات الفيلم (الإنجليزية)